# Diplotaxis bidentata
Diplotaxis bidentata är en skalbaggsart som beskrevs av Leconte 1856. Diplotaxis bidentata ingår i släktet Diplotaxis och familjen Melolonthidae. Inga underarter finns listade i Catalogue of Life.